# Aldeidi

Formula di struttura di un'aldeide generica. "R" sta ad indicare un gruppo alifatico o aromatico.

La formaldeide (nome IUPAC: metanale) è l'aldeide più semplice

Le aldeidi sono composti organici in cui un carbonile (>C=O) è legato a un atomo di idrogeno e a un gruppo R, un residuo organico alifatico o aromatico, ma che può essere anche H nel caso più semplice (formaldeide), e sono quindi composti caratterizzati dalla presenza nella molecola del gruppo funzionale  −CH=O, il gruppo formile. La loro formula generale è quindi R−CHO.
Il carbonile è un gruppo molto polare (>Cδ+=Oδ−) e in esso gli atomi C e O hanno ibridazione sp2: questo fa sì che il carbonio carbonilico di un'aldeide sia al centro di un triangolo grossomodo equilatero sul cui piano giacciono l'ossigeno, l'idrogeno e l'atomo C del gruppo R direttamente legato al gruppo carbonile.
Le aldeidi si differenziano dai chetoni, che pure contengono il carbonile, perché in esse quest'ultimo è unito ad (almeno) un atomo di idrogeno, mentre nei chetoni al carbonile sono uniti due gruppi R (entrambi diversi da H). Questo per le aldeidi si traduce in una facile ossidabilità ad acidi carbossilici, che non si riscontra per i chetoni (che si ossidano solo in condizioni drastiche e con la necessaria rottura di un legame C−C):
RCH=O + [O]   →   R−COOH
Inoltre, il carbonile aldeidico è generalmente più elettrofilo di quello di chetoni aventi struttura comparabile e gli eventuali idrogeni in posizione alfa, cioè sull'alchile R, sono più facilmente enolizzabili.
Nella formaldeide, che è la prima rappresentante e quindi l'aldeide più semplice, il carbonile è legato a due atomi di idrogeno (H2C=O). Questo fa sì che essa si differenzi dalle altre aldeidi per alcune proprietà: a) la mancanza di un idrogeno in alfa al carbonile preclude alla formaldeide ogni canale di reazione legato all'enolizzazione; b) la facile ossidabilità arriva in questo caso fino a CO2; c) il carattere maggiormente elettrofilo del suo carbonile.
La prima aldeide che presenti legami C−C ed anche la prima ad avere idrogeni in alfa al carbonile e quindi la prima a poter enolizzare è l'acetaldeide CH3−CHO.
Nelle aldeidi della serie aromatica il formile −CHO sostituisce un idrogeno di un anello idrocarburico aromatico, a partire dal benzene; pertanto queste aldeidi hanno un arile (Ar) unito al carbonile, invece di un alchile (serie alifatica); vengono propriamente rappresentate come Ar−CHO e non hanno idrogeni in alfa al carbonile; la prima è la benzaldeide C6H5−CHO.
Simili alle aldeidi aromatiche come comportamento chimico sono le aldeidi con il formile su anelli eteroaromatici, quali pirrolo, furano, tiofene, piridina, etc.
Il nome aldeide deriva da "alcol deidrogenato", che rappresenta una delle possibili modalità di preparazione, schematicamente:
RCH2−OH (-H2)   →   RCH=O
In natura vengono prodotte nei processi di fermentazione degli zuccheri.

## Nomenclatura IUPAC
La nomenclatura IUPAC delle aldeidi segue regole simili a quella degli alcani, ma con le seguenti differenze:
- l'atomo di carbonio del gruppo formile -CHO si considera il primo atomo della catena principale.
- il nome che viene dato alla catena principale è simile quanto previsto per l'idrocarburo corrispondente con la perdita dell'ultima vocale e l'aggiunta del suffisso -ale. Il nome IUPAC delle aldeidi, in italiano, è maschile.

Quando il gruppo -CHO viene considerato un gruppo sostituente, prende il nome di "formil-".

### Esempi di aldeidi
Come si vede dagli esempi seguenti, è comune la pratica di denominare le aldeidi con il nome dell'acido carbossilico corrispondente (ad esempio la "formaldeide" prende il nome dall'acido formico, l'acido carbossilico corrispondente):
| Nome IUPAC (sistematico) | Nome comune     | Numero CAS | Formula        |
| ------------------------ | --------------- | ---------- | -------------- |
| Metanale                 | Formaldeide     | 50-00-0    | H-CHO          |
| Etanale                  | Acetaldeide     | 75-07-0    | CH3-CHO        |
| Propanale                | Propionaldeide  | 123-38-6   | CH3CH2-CHO     |
| Butanale                 | Butirraldeide   | 123-72-8   | CH3(CH2)2-CHO  |
| 2-metilpropanale         | Isobutiraldeide | 78-84-2    | CH3CH(CH3)-CHO |
| Pentanale                | Valeraldeide    | 110-62-3   | CH3(CH2)3-CHO  |
| Esanale                  | Capraldeide     | 66-25-1    | CH3(CH2)4-CHO  |
| Eptanale                 | Enantaldeide    | 111-71-7   | CH3(CH2)5-CHO  |
| Ottanale                 | Caprilaldeide   | 124-13-0   | CH3(CH2)6-CHO  |
| Decanale                 | Caprinaldeide   | 112-31-2   | CH3(CH2)8-CHO  |
| Propenale                | Acroleina       | 107-02-8   | CH2=CH-CHO     |
| trans-2-butenale         | Crotonaldeide   | 123-73-9   | CH3CH=CH-CHO   |
| 2-metilpropenale         | Metacroleina    | 78-85-3    | CH2=C(CH3)-CHO |
| Benzaldeide              | Benzaldeide     | 100-52-7   | C6H5-CHO       |

## Sintesi

### Sintesi in laboratorio
I metodi di laboratorio tramite i quali è possibile sintetizzare facilmente le aldeidi sono i seguenti:
- Ossidazioni di alcoli primari

Gli alcoli primari in generale possono essere facilmente ossidati da parte di un'ampia varietà di agenti ossidanti. Per la sintesi delle aldeidi è tuttavia necessario l'impiego di reagenti ad azione più blanda rispetto a più comuni sistemi ossidanti, quali KMnO4 o K2Cr2O7; infatti, in presenza di questi o loro simili, si otterrebbero direttamente gli acidi carbossilici corrispondenti. Per realizzare selettivamente l'ossidazione di una funzionalità alcolica primaria ad aldeide è possibile ricorrere alle seguenti trasformazioni:
- Ossidazione di Sarett-Collins : si impiega l'omonimo reagente, che consiste in un addotto tra anidride cromica e piridina (Py). Può essere facilmente sintetizzato in laboratorio tramite la reazione:

CrO3 + 2Py → CrO3·2Py 
L'ossidazione dell'alcol avviene in buone rese e può essere schematizzata come segue:
R-CH2OH + CrO3·2Py → R-CHO 
- Ossidazione di Corey: si utilizza il piridinio clorocromato (PCC), un complesso che si ottiene miscelando anidride cromica, piridina e acido cloridrico. La reazione, condotta generalmente in solvente organico (per esempio CH2Cl2), è la seguente:

R-CH2OH + PCC → R-CHO 
- Ossidazione di Swern: La reazione degli alcoli primari con cloruro di ossalile (COCl)2 e dimetilsolfossido (DMSO)  porta in buone rese all'ottenimento dell'aldeide corrispondente.[19]

R-CH2OH + DMSO + (COCl)2 → RCHO + (CH3)2S + CO2 + CO + HCl
- Riduzione di cloruri acilici

I cloruri degli acidi carbossilici possono essere ridotti ad aldeidi tramite tri-t-butossi-alluminioidruro di litio, un donatore di idruro meno reattivo di LiAlH4. La reazione deve essere condotta alla temperatura di circa -78 °C.
R-COCl + LiAlH[OC(CH3)3]3 → R-CHO 
- Idratazione degli alchini terminali

Per effettuare questa reazione si adotta l'idroborazione degli alchini mediante borani stericamente impediti come il disiamilborano (abbreviato in Sia2BH), seguita dall'ossidazione dell'intermedio con perossido di idrogeno in ambiente basico:
HC≡CH + Sia2BH → R-COH

### Produzione industriale
Le aldeidi vengono prodotte su scala industriale a partire dai seguenti processi:
- idroformilazione di olefine (o oxosintesi)
- deidrogenazione di alcoli primari
- ossidazione di olefine.

Il processo di produzione industriale più utilizzato è quello di oxosintesi. Nel 1994 gli impianti di produzione delle aldeidi che impiegavano il processo di oxosintesi avevano una capacità complessiva (a livello mondiale) maggiore di 7 milioni di tonnellate all'anno.

## Reazioni tipiche
Il gruppo funzionale delle aldeidi dona a questa categoria di composti la possibilità di subire alcune reazioni tipiche. Le aldeidi possono essere riconosciute tramite la reazione con la 2,4-dinitrofenilidrazina, che reagisce con il loro gruppo funzionale formando un precipitato di colore giallo-arancione, il quale può essere successivamente analizzato, determinandone il punto di fusione, per poter concludere quale aldeide è stata analizzata.

### Ossidazione
Le aldeidi possono essere facilmente ossidate nell'acido carbossilico corrispondente tramite l'utilizzo di numerosi reagenti, come il permanganato di potassio o il dicromato di potassio. Essendo le aldeidi simili ai chetoni, ma con l'importante differenza che questi ultimi non possono essere facilmente ossidati, la reazione di ossidazione è molto utile per distinguere queste due categorie di composti organici. Per eseguire questa distinzione si usa in genere il reattivo di Tollens o quello di Fehling. Il risultato positivo di questi test conferma la presenza di aldeidi piuttosto che chetoni.

### Riduzione
Tramite l'uso di agenti riducenti quali il litio alluminio idruro (LiAlH4) le aldeidi sono facilmente ridotte ai corrispondenti alcoli primari. In alternativa è possibile utilizzare boroidruro di sodio (NaBH4) che è un agente riducente più blando e non riduce i composti meno reattivi come esteri, ammidi ed acidi carbossilici. È quindi utile per ridurre selettivamente il carbonio carbonilico in una molecola che presenti, ad esempio, un gruppo aldeidico ed uno carbossilico.